# Schwalbach am Taunus
Schwalbach am Taunus är en stad i Main-Taunus-Kreis i Regierungsbezirk Darmstadt i förbundslandet Hessen i Tyskland.